# Tolpuddle
Tolpuddle is een civil parish en dorp in het bestuurlijke gebied West Dorset, in het Engelse graafschap Dorset, met naar schatting 430 inwoners (2013). 
Tolpuddle is een 1,2 kilometer lang lintdorp op de linkeroever van de Piddle. Het bevindt zich 13 kilometer ten oosten van Dorchester en 19 km ten westen van Poole. In 1999 werd de expresweg A35 aangelegd ten noorden van Tolpuddle. De restanten van een Romeinse heerweg (tussen Dorchester en Badbury Rings) lopen van zuidwest naar noordoost door het dorp.
In de Britse geschiedenis en die van de arbeidersbeweging is Tolpuddle synoniem voor de martelaren van Tolpuddle, zes landarbeiders die in 1833 een vakbond vormden om betere lonen te vragen en daarvoor werd veroordeeld en verbannen tot dwangarbeid in een Australische strafkolonie. Na veel ophef werd het vonnis een jaar nadien herzien en konden de mannen terugkeren. Over de jaren ontstond in Tolpuddle een jaarlijkse manifestatie en festival, het Tolpuddle Martyrs' Festival. Daarvoor komen tot wel 10.000 deelnemers naar het dorpje.
Bezienswaardigheden zijn de 13e-eeuwse Johannes de Evangelist-kerk, het kleine Tolpuddle Martyrs' Museum, de Tolpuddle Martyrs Tree op het dorpsplein en de pub Martyrs Inn.

## Martelaren van Tolpuddle
In 1833 kwam een aantal landarbeiders in Tolpuddle in actie tegen de lage lonen van zeven shilling per week. Ze eisten een verhoging tot 10 shilling, en richtten met dat doel een vakbond op. Genoeg reden voor de liberale regering van Lord Melbourne om hen te arresteren en voor het gerecht te brengen. Tot verontwaardiging van velen in de streek werden ze veroordeeld tot zeven jaar dwangarbeid in een strafkolonie in Australië. Vanwege de protesten werden ze ijlings verscheept, maar de onrust hield aan. Uiteindelijk werd in 1834 het vonnis herzien, werden de mannen vrijgelaten en kregen ze een retourticket naar Engeland aangeboden.
Elk jaar vindt er het Tolpuddle Martyrs' Festival plaats ter herdenking van de gebeurtenissen. Het is een zomerfestival met muziek en speeches, met de focus op de vakbeweging en linkse politiek.

## Fotogalerij

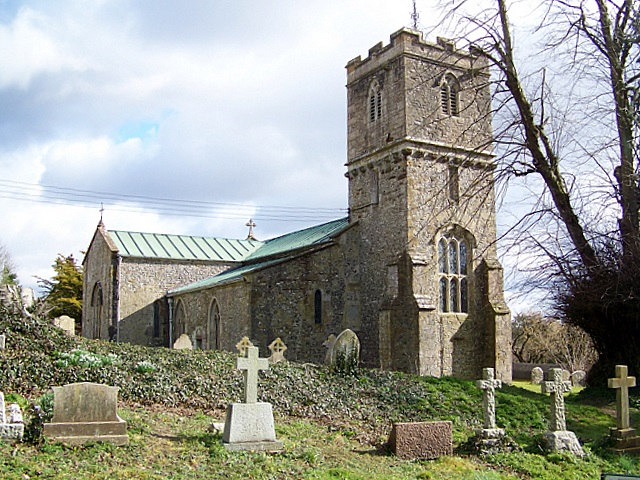
Church of St John the Evangelist
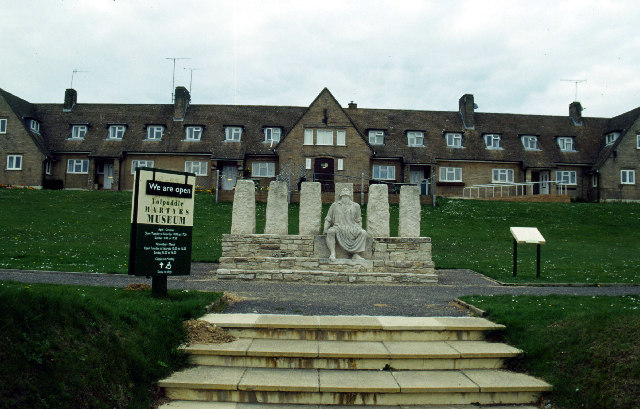
Monument voor het Tolpuddle Martyrs' Museum
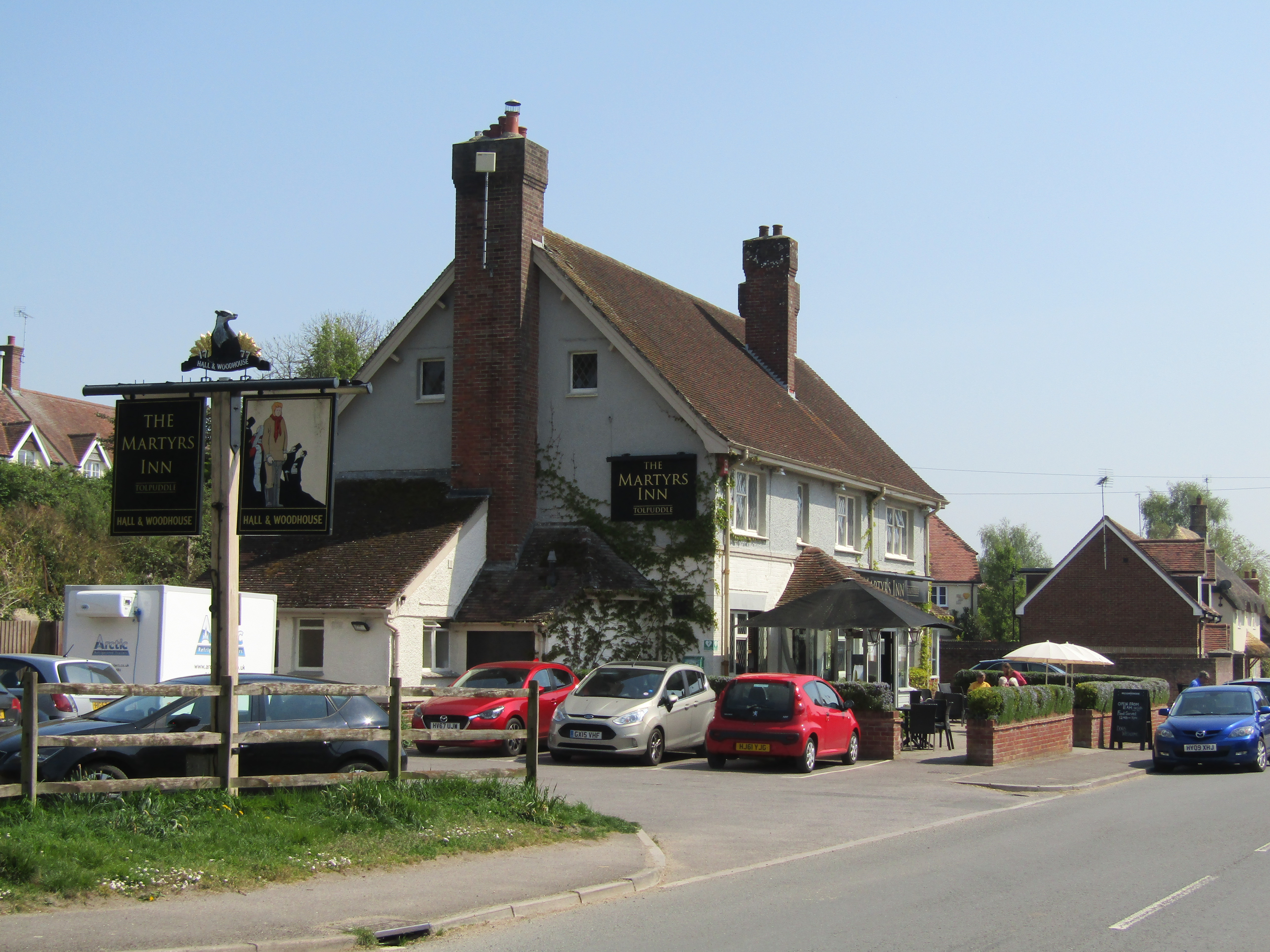
Martyrs Inn
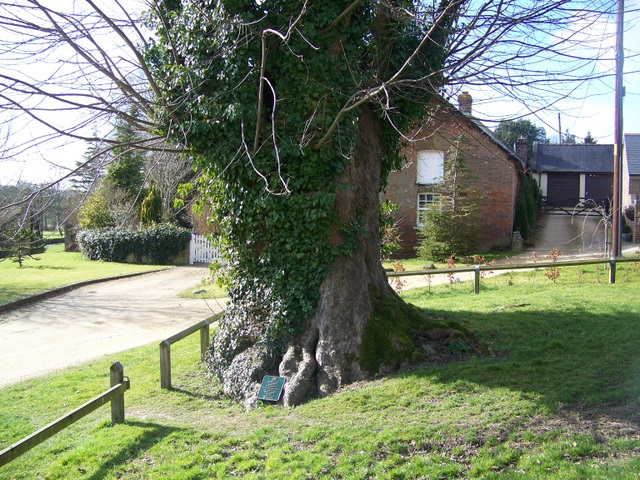
Martyrs Tree
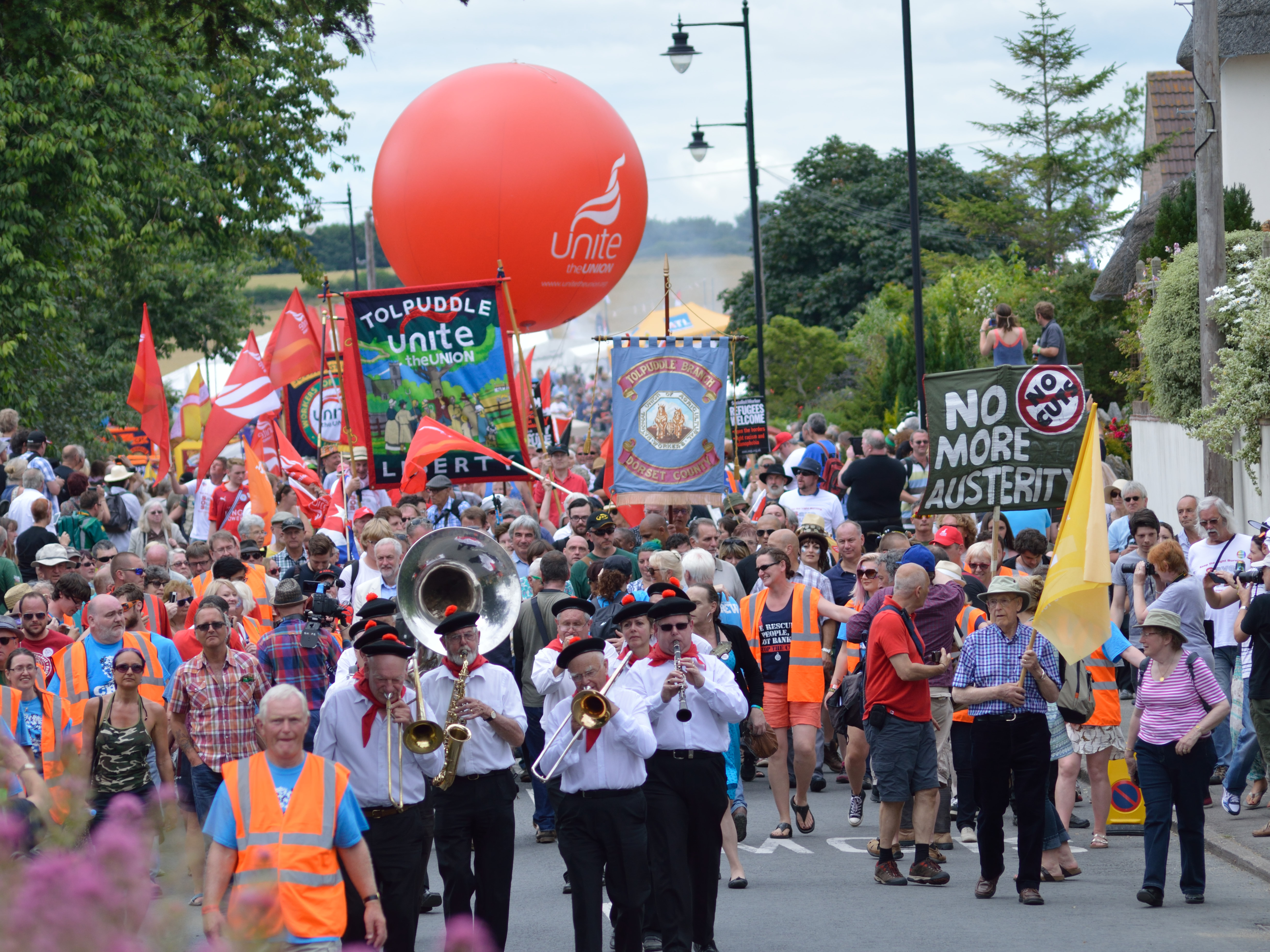
Optocht tijdens het Tolpuddle Martyrs' Festival 2016
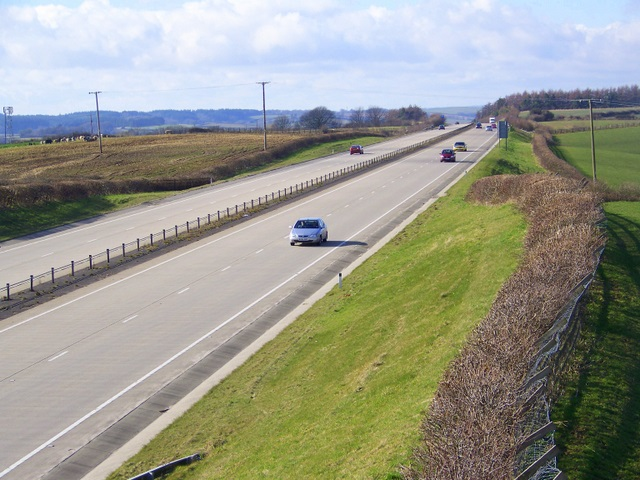
A35 ten noorden van Tolpuddle

Abbotsbury
· Affpuddle
· Alderholt
· Allington
· Alton Pancras
· Anderson
· Arne
· Ashmore
· Askerswell
· Athelhampton
· Batcombe
· Beaminster
· Beer Hackett
· Bere Regis
· Bettiscombe
· Bincombe
· Bishop's Caundle
· Blandford Forum
· Blandford St. Mary
· Bloxworth
· Bothenhampton
· Bourton
· Bradford Abbas
· Bradford Peverell
· Bradpole
· Bridport
· Broadmayne
· Broadwindsor
· Bryanston
· Buckhorn Weston
· Buckland Newton
· Burleston
· Burstock
· Burton
· Burton Bradstock
· Cann
· Castleton
· Cattistock
· Caundle Marsh
· Cerne Abbas
· Chalbury
· Chaldon Herring
· Charlton Marshall
· Charminster
· Charmouth
· Chedington
· Cheselbourne
· Chetnole
· Chettle
· Chickerell
· Chideock
· Child Okeford
· Chilfrome
· Church Knowle
· Clifton Maybank
· Colehill
· Compton Abbas
· Compton Valence
· Coombe Keynes
· Corfe Castle
· Corfe Mullen
· Corscombe
· Cranborne
· Crossways
· Dewlish
· Dorchester
· Durweston
· East Chelborough
· East Holme
· East Lulworth
· East Orchard
· East Stoke
· East Stour
· Edmondsham
· Evershot
· Farnham
· Ferndown
· Fifehead Magdalen
· Fifehead Neville
· Fleet
· Folke
· Fontmell Magna
· Frampton
· Frome St. Quintin
· Frome Vauchurch
· Gillingham
· Glanvilles Wootton
· Goathill
· Godmanstone
· Gussage All Saints
· Gussage St. Michael
· Halstock
· Hammoon
· Hanford
· Hazelbury Bryan
· Hermitage
· Hilfield
· Hilton
· Hinton Martell
· Hinton Parva
· Hinton St. Mary
· Holnest
· Holt
· Holwell
· Hooke
· Horton
· Hurn
· Ibberton
· Isle of Portland
· Iwerne Courtney
· Iwerne Minster
· Iwerne Steepleton
· Kimmeridge
· Kingston Russell
· Kington Magna
· Langton Herring
· Langton Long Blandford
· Langton Matravers
· Leigh
· Leweston
· Lillington
· Littlebredy
· Litton Cheney
· Loders
· Long Bredy
· Long Crichel
· Longburton
· Lydlinch
· Lyme Regis
· Lytchett Matravers
· Lytchett Minster and Upton
· Maiden Newton
· Manston
· Mapperton
· Mappowder
· Margaret Marsh
· Marnhull
· Marshwood
· Melbury Abbas
· Melbury Bubb
· Melbury Osmond
· Melcombe Horsey
· Milborne St. Andrew
· Milton Abbas
· Minterne Magna
· Moor Crichel
· Morden
· Moreton
· Mosterton
· Motcombe
· Nether Cerne
· Nether Compton
· Netherbury
· North Poorton
· Oborne
· Okeford Fitzpaine
· Osmington
· Over Compton
· Owermoigne
· Pamphill
· Pentridge
· Piddlehinton
· Piddletrenthide
· Pilsdon
· Pimperne
· Portesham
· Powerstock
· Poyntington
· Puddletown
· Pulham
· Puncknowle
· Purse Caundle
· Rampisham
· Ryme Intrinseca
· Sandford Orcas
· Seaborough
· Shaftesbury
· Shapwick
· Sherborne
· Shillingstone
· Shipton Gorge
· Silton
· Sixpenny Handley
· South Perrott
· Spetisbury
· St. Leonards and St. Ives
· Stalbridge
· Stanton St. Gabriel
· Steeple
· Stinsford
· Stockwood
· Stoke Abbott
· Stoke Wake
· Stour Provost
· Stourpaine
· Stourton Caundle
· Stratton
· Studland
· Sturminster Marshall
· Sturminster Newton
· Sutton Waldron
· Swanage
· Swyre
· Sydling St. Nicholas
· Symondsbury
· Tarrant Crawford
· Tarrant Gunville
· Tarrant Hinton
· Tarrant Keyneston
· Tarrant Launceston
· Tarrant Monkton
· Tarrant Rawston
· Tarrant Rushton
· Thorncombe
· Thornford
· Tincleton
· Todber
· Toller Fratrum
· Toller Porcorum
· Tolpuddle
· Trent
· Turners Puddle
· Turnworth
· Up Cerne
· Verwood
· Wareham
· Wareham St. Martin
· Wareham Town
· Warmwell
· West Chelborough
· West Compton
· West Knighton
· West Lulworth
· West Moors
· West Orchard‎
· West Parley
· West Stafford
· West Stour
· Whitcombe
· Whitchurch Canonicorum
· Wimborne Minster
· Wimborne St. Giles
· Winfrith Newburgh
· Winterborne Came
· Winterborne Clenston
· Winterborne Herringston
· Winterborne Houghton
· Winterborne Kingston
· Winterborne Monkton
· Winterborne St. Martin
· Winterborne Stickland
· Winterborne Whitechurch
· Winterborne Zelston
· Winterbourne Abbas
· Winterbourne Steepleton
· Witchampton
· Woodlands
· Woodsford
· Wool
· Woolland
· Wootton Fitzpaine
· Worth Matravers
· Wynford Eagle
· Yetminster